# Natalia Hernández Rojo
Natalia Hernández Rojo (Molina de Segura, Murcia, 23 de mayo de 1983) es una periodista española. Licenciada en Ciencias de la Información por la Universidad Católica San Antonio de Murcia y máster en periodismo audiovisual por la Escuela Superior de Imagen y Sonido (CES) de Madrid. 
Inició su carrera profesional en el magazine económico matinal Capital, la bolsa y la vida de Radio Intereconomía, dirigido por Luis Vicente Muñoz, donde comenzó a especializarse en periodismo económico y de datos.
En 2008 pasa a editar, codirigir y copresentar el magacín informativo Máximo Interés de Intereconomía TV. Tras esta experiencia, se incorporó al equipo de redacción de Business TV (la cadena de información económica del Grupo Intereconomía). Desde 2010 y hasta 2012, presentó el informativo matinal de la cadena.
En marzo de 2012 se trasladó a la Bolsa de Madrid desde donde cubría la información financiera para el Grupo Intereconomía hasta abril de 2013, cuando se incorporó al programa de actualidad semanal El Objetivo de Ana Pastor, que emite actualmente cada domingo la Sexta. 